# 88 av. J.-C.
Cette page concerne l'année 88 av. J.-C. du calendrier julien proleptique.

## Événements
- 14 novembre 89 av. J.-C. (1er janvier 666 du calendrier romain) : début à Rome du consulat de Lucius Cornelius Sulla I et Quintus Pompeius Rufus[1]. 
  - Sylla bat les Samnites par une courte campagne. Quintus Metellus Pius prend Venusia, le chef marse Pompaedius Silo est tué lors d’une action remportée par le général romain Mamercus Aemilius. Nola est assiègée, et les restes des armées samnite et lucanienne se réfugient dans les forêts du Bruttium[2].
  - Guerre civile à Rome : Publius Sulpicius Rufus renonce à sa qualité de patricien pour devenir tribun de la plèbe. Il lance une réforme électorale dans laquelle il répartit entre les trente-cinq tribus les Italiens et les affranchis confirmés, déplaçant la majorité dans les comices au profit de Caius Marius. Sylla est chargé par le Sénat romain de la lutte contre Mithridate VI mais un vote des Comices va attribuer le poste à Marius. Sylla, alors en Campanie, accourt à Rome. On se bat dans les rues et au forum, mais Sylla, faute d’armée, doit abandonner Rome. Décidé à fomenter un coup d’État, il réussit à acquérir le soutien de son armée et marche sur Rome, avec six légions (35 000 hommes). Marius et Sulpicius improvisent une guerre de rue. Il y a une échauffourée au Forum Esquilinium, mais les forces sont trop inégales. Sylla met en fuite les bandes démocratiques et occupe militairement la ville. Un sénatus-consulte annule pour vice de forme les lois de Sulpicius. Marius perd son commandement, et les Italiens et affranchis sont expulsés des trente-cinq tribus et reprennent leur statut électoral antérieur. Marius est déclaré hors la loi avec onze de ses amis politiques, dont Sulpicius, qui livré par un esclave, est égorgé. Marius réussit à gagner l'Afrique où il est reçu par le roi de Numidie Hiempsal II. Au début de 87 av. J.-C., Sylla embarque pour l’Orient[1].

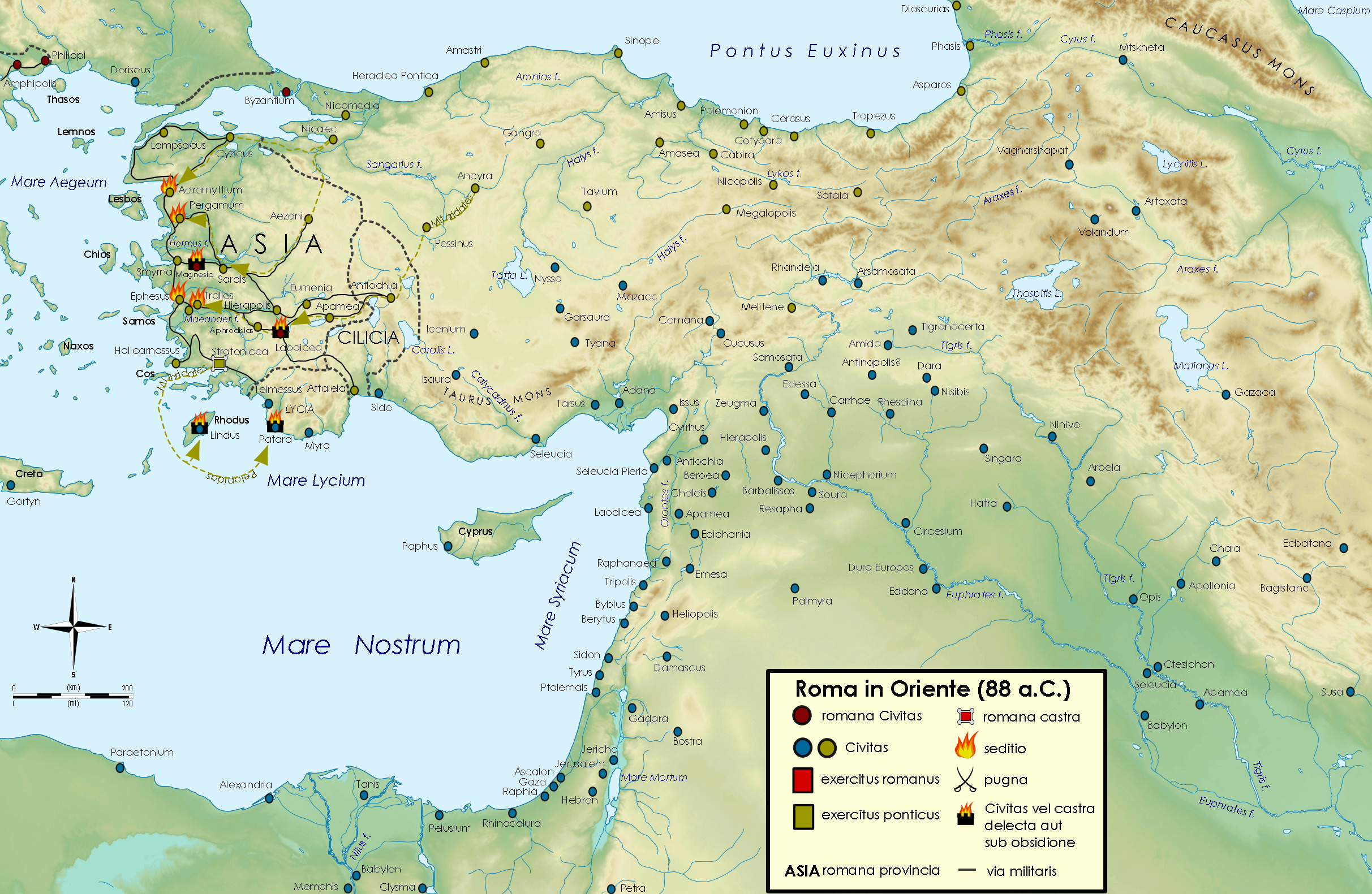
Mithridate occupe la province romaine d’Asie.

- Avril, première guerre de Mithridate : Mithridate VI, après avoir détruit la Bithynie, alliée de Rome, envahit la province romaine d’Asie où il bat les garnisons d’Aquilius et soulève les villes grecques, puis la Grèce elle-même contre la domination romaine ; il encourage le massacre de la population romaine et italienne, en particulier les collecteurs d’impôt. 80 000 Romains et Italiens sont massacrés lors des Vêpres d'Éphèse. En Bithynie, Mithridate VI remplace Nicomède IV par son client Socratès Chrestos et établit ses quartiers à Pergame. Le légat romain Aquilius en fuite, lui est livré par les habitants de Mytilène. Il est exhibé par les villes de l’Asie, assis sur un âne et battu de verges, avant son exécution (Mithridate, pour le punir de sa cupidité, l’aurait fait périr en lui versant de l’or fondu dans la gorge)[3].
- Fin du printemps : le philosophe sophiste Aristion se fait élire stratège d’Athènes avec le soutien de Mithridate. Il envoie une expédition dirigée par le philosophe péripatéticien Apellicon pour prendre Délos. Mais une force romaine, commandée par Orbius, parvient à s’emparer de l’île avec une petite flotte et l’aide de marchands italiens. Elle est rapidement écrasée. Vers la fin de l’été, la flotte pontique, dirigée par Archélaos, fait le siège de Délos et ses troupes tuent 20 000 des habitants de l’île[4].

- Peu avant le 14 septembre : mort de Ptolémée X Alexandre Ier en Égypte. Début du second règne de Ptolémée IX Sôter II, rétabli sur le trône (fin en 81 av. J.-C.)[5].
  - Ptolémée Alexandre, brouillé avec sa mère Cléopâtre III, rentre à Chypre. Son frère Ptolémée Sôter, reconstitue une armée en Syrie. Cette menace réconcilie Ptolémée Alexandre et sa mère. Mais dès que le danger est écarté, Cléopâtre veut une nouvelle fois se débarrasser de son fils Ptolémée Alexandre, mais celui-ci l’assassine. Son crime déclenche une révolte. Il offre l’Égypte au sénat romain, qui refuse, et doit s’enfuir. Ptolémée Sôter revient au pouvoir et gouverne les royaumes de Chypre et d’Égypte réunis. Il entre en triomphateur à Alexandrie, mais la Haute-Égypte entre en dissidence et il doit la soumettre par la force.
- Automne : Rhodes ferme ses portes à Mithridate, qui après avoir détruit la flotte, échoue à prendre la place. Il se tourne contre Patara, en Lycie, mais échoue encore[4].

- En Judée, Alexandre Jannée se décide à négocier avec les Pharisiens révoltés. Ceux-ci refusent toute discussion et font appel au roi Séleucide Démétrios III qui bat Jannée près de Sichem. Cependant les 6 000 Juifs de l’armée de Démétrios l’abandonnent bientôt et ce dernier se hâte de regagner la Syrie. Jannée écrase alors les révoltés et s’empare de leurs chefs réfugiés dans Bémésélis (Misilya, au sud de Jenîn ?). Huit cents d’entre eux, ramenés enchaînés à Jérusalem, sont crucifiés au cours d’un banquet, tandis qu’on égorge sous leurs yeux leurs femmes et leurs enfants. Terrifiés, 8 000 opposants s’enfuient en exil (Damas ?)[6].

- Début du règne de Hiempsal, fils de Gauda, roi des Numides. Il se consacre à améliorer l’administration du royaume. Fin lettré, il écrit en langue punique un livre sur l’histoire de l’Afrique, aujourd’hui perdu[7].
- Mort de Mithridate II ; alors qu’un usurpateur, Gotarzès, règne sur la Babylonie et sur une partie de l’Iran (91/90-80 av. J.-C.), un souverain au nom inconnu, peut-être l'« Arsace Théopator Evergète » des monnaies retrouvées à Suse, règne jusqu’en 77 av. J.-C.. L’empire parthe entre en crise ; les Sakas et les Tokhariens menacent la frontière du nord-ouest[8].

## Décès en 88 av. J.-C.
- Publius Sulpicius Rufus, tribun de la plèbe et partisan de Caius Marius, tué à Laurentum après le retour de Sylla.
- Marcus Aemilius Scaurus, homme politique romain.
- Cléopâtre III, reine d’Égypte.
- Ptolémée X Alexandre Ier, roi d’Égypte.
- Mithridate II de Parthie, roi arsacide.
- Quintus Pompeius Rufus, consul en exercice, assassiné.